# Isabel Cadenas Cañón
Isabel Cadenas Cañón (Basauri, 1982) es una periodista, escritora y documentalista sonora española, especializada en asuntos relacionados con la memoria histórica y con un enfoque en derechos humanos y perspectiva de género. En mayo de 2021, recibió el Premio Internacional de Periodismo Colombine por el reportaje sonoro 'Una placa en mi pueblo'.

## Trayectoria
Es doctora en Estudios culturales por la Universidad de Nueva York (NYU), donde también cursó un Master of Fine Arts, y es licenciada en Filología Hispánica por la Universidad de Deusto. Además, realizó un Master en Teatro y artes del espectáculo en la Universidad Sorbona Nueva-París 3.
A lo largo de su carrera ha realizado crónicas y documentales sonoros para medios como Deutsche Welle, Radio Ambulante, Las Raras, Euskadi Irratia y Carne cruda. También ha publicado crónicas y artículos de opinión en medios como ElDiario.es, La Marea, Público, Mongolia, CTXT o El Estado Mental, entre otros. Ha publicado dos poemarios Irse (2010) y También eso era el verano (2014) y el ensayo Poética de la ausencia (2019).
Cadenas fue Productora Ejecutiva de audio en El País, donde creó y dirigió, entre otras cosas, “Hoy en EL PAÍS”, el podcast diario del periódico y la serie “El silencio roto”, sobre la investigación de los abusos a menores en la iglesia católica.
Dirige (De eso no se habla), un pódcast de no ficción narrativa sobre los silencios, en los que han participado la escritora Laura Casielles, la cineasta Vanessa Rousselot y la periodista Paula Morais Montes. Éste es el único proyecto europeo elegido entre 12.000 aspirantes al PRX Google Podcasts creator program, una colaboración entre Google y PRX para proporcionar formación, orientación y recursos a las voces menos representadas en el mundo del podcasting.
Como formadora, Cadenas ha impartido clases, talleres y masterclasses de documental sonoro en lugares como la Escuela de periodismo UAM - El País, Euskal Irrati Telebista (EITB), Radio Nacional de España (RNE), Goethe Institut Brasil, RTVC - Sistema de medios públicos de Colombia, y en universidades como Berkeley, Bard, NYU, Princeton, UCM y Carlos III de Madrid, entre otras. Además, es profesora de Historia Cultural en la Universidad de Nueva York en Madrid.

## Reconocimientos
Cadenas fue la ganadora del XII Certamen Internacional de Poesía Joven Martín García Ramos en 2013 con su poemario También eso era el verano. Este galardón, que organiza el Instituto Martín García Ramos de Albox, en Almería, reconoce a autores menores de 31 años.
En 2020, obtuvo una Mención especial del jurado en los Premios Ondas en la categoría de Mejor podcast o programa de emisión digital por el episodio "Preguntan por ti" del pódcast De eso no se habla.
En mayo de 2021, Cadenas fue la galardonada con el premio internacional de periodismo "Colombine" en su décima edición por su reportaje sonoro "Una placa en mi pueblo", episodio 3 de la serie del proyecto (De eso no se habla). Esta pieza trata sobre el caso de «Las 11 de Basauri», diez mujeres y un hombre que iban a ser juzgados por abortar y practicar abortos en 1976 y que, tras casi diez años de juicios, su caso se convirtió en el precedente de la ley que despenalizaría el aborto en España en 1985. El premio lo otorga la Asociación de Periodistas - Asociación de la Prensa de Almería (AP-APAL), con el patrocinio de la Fundación Unicaja y la colaboración de la Asociación de la Prensa de Madrid (APM), de la Federación de Asociaciones de Periodistas de España (FAPE), del Colegio Profesional de Periodistas de Andalucía (CPPA) y de la Fundación Carmen de Burgos, en memoria de la periodista Carmen de Burgos Seguí “Colombine” con el objetivo de reconocer la labor profesional de los periodistas que se ocupen de los temas relativos al papel de las mujeres en la sociedad y que quede reflejado en los medios de comunicación.
Unos meses después, en septiembre, recibió por ese mismo episodio, "Una placa en mi pueblo", el Premio de la Asociación de Periodistas de Investigación, periodismo local, premios anuales de la asociación de periodistas de Investigación (API).
Ese mismo año, Cadenas fue finalista en Prix Europa, el Festival Europeo de la Radiodifusión. Organizado por la emisora alemana Rundfunk Berlin-Brandenburg (RBB), es el mayor festival y concurso de televisión, online y radio anual de Europa y premia cada año las mejores producciones europeas de televisión, radio y online, con el objetivo de difundirlas por toda Europa y apoyar su distribución y uso continental. Y, también en 2021, fue finalista en el Third Coast International Audio Festival (TCIAF o TCF), con sede en Chicago, que recopila historias sonoras de todo el mundo y las presenta en diversos medios.

## Obra
- 2010 – Irse. Ediciones Vitruvio. ISBN 978-84-92770-36-6.[5]
- 2014 – También eso era el verano. Con ilustraciones de José María García Domínguez. Editorial Difácil. ISBN 978-84-92476-38-1.[6]
- 2019 – Poética de la ausencia. Formas subversivas de la memoria en la cultura visual contemporánea. Ediciones Cátedra. ISBN 978-84-376-3976-5.[7]